# Enrique Moresco
Enrique Moresco García (El Puerto de Santa María, Cádiz; 10 de marzo de 1961) es un político español del Partido Popular y alcalde de El Puerto de Santa María desde 2007 a 2014. 

## Biografía
Licenciado en Derecho por la Universidad de Cádiz, está viudo y con tres hijos. Su padre fue Enrique Moresco Muñoz ysu madre María Dolores García Herrera.
Entró a formar parte de la corporación municipal de El Puerto de Santa María en 1994 con el partido Independientes Portuenses, período durante el cual ocupó las concejalías de Protección Civil, Deportes, Juventud, Educación, Cultura y Vías y Obras.
En abril de 2006 abandonó su cargo de concejal y su partido. Meses después, aceptó encabezar la candidatura del PP a las elecciones municipales. El 27 de mayo de 2007 su lista fue la más votada en las elecciones municipales, aunque no suficiente para gobernar, con 11 concejales de un total de 25. Fue investido alcalde el 16 de junio con el apoyo del Partido Andalucista. Situación que volvió a repetirse en las elecciones de 2011.
El 17 de enero de 2014 anunció su dimisión alegando motivos personales y poco después pasó a ocupar la gerencia de Turismo en la Diputación de Cádiz.